# アメリカ合衆国の映画
本項では、アメリカ合衆国の映画（アメリカがっしゅうこくのえいが、英語:Cinema of the United States）について解説する。
映画には国籍はないが、税制、補助金、貿易、映画祭といったそれぞれの制度で必要上、便宜的に、事実上のアメリカ国籍（デファクトナショナリティ）を付与される映画のこと。主にアメリカ合衆国の人々や映画会社によって製作された映画のこと。特にカリフォルニア州ロサンゼルス郡ロサンゼルス市・ハリウッドの映画スタジオによって制作・製作された映画はハリウッド映画（ハリウッドえいが）と呼ばれる。
また、ハリウッドの大手映画会社による映画以外にも、ハリウッド以外の場所で小さな会社が作った映画や自主映画など小予算で製作した映画も含まれる。アメリカの映画に関わる映画メーカー・俳優はアメリカ合衆国籍とは限らず、世界各国から渡米した人々が多く、国際性が豊かである。
1910年代から1930年代末ごろにかけてが「ハリウッド黄金期」だったと近年では考えられている。

## 歴史

### 1890年代
1893年、アメリカでトーマス・エジソンが「キネトスコープ」という映写機を発明した。これは箱を覗くとそこに動く映像が見えるという覗き穴式だったため、現在の映画の直接的な起源とは考えられていない。直接の起源は1895年にフランスのリュミエール兄弟がキネトスコープを改良し、発明した「シネマトグラフ」である。
1894年6月15日にはエジソン製作所のウィリアム・K・L・ディクソンとウィリアム・ハイセがブラックマリアというスタジオでスポーツ初の商業映画として、マイク・レオナードとジャック・クッシングが対戦するボクシングの6回戦を撮影した『レオナード対クッシング戦』を製作している。同社は続けてこの年、ジェームス・J・コーベットがピーター・コートニーを6回にノックアウトする『キネトグラフの前のコーベットとコートニー』を撮影し、この作品は全国的なヒットとなった。1895年5月に行われたボクシングの試合の撮影では、レイサム兄弟が開発したアイドロスコープというプロジェクターが初めて使われ、レイサムループという投影装置を利用してより尺の長い映画が撮れるようになっていた。これらの映像はボクシングの実際の公式試合を映したものではなく、脚色や演出があったとされている。
1899年に製作された『Love and War』は、アメリカ映画史上最初のドラマ作品とされている。これは、米西戦争を舞台に家族の別れと再会を描いたものだった。

### 1900年代
1903年、エドウィン・S・ポーターが『大列車強盗』を製作した。物語を持った初期の映画で、西部劇の元祖ともいえる作品である。この頃の映画はまだ紙芝居のような見世物の段階であった。1905年に、アメリカでは初めての映画館がピッツバーグに設立された。

### 1910年代-1920年代
エジソンがシネマトグラフをアメリカで使用する特許を独占し、MPPCというトラストを組んでトラスト外の業者を排除しようとしたために、アメリカでの映画製作は難しいものとなっていた。困った映画人たちは西海岸のロサンゼルスのハリウッドへ逃げた。そこは降雨も少なく様々な風景があったため映画製作にも適していた。
米国の映画産業を作り上げたのは主にユダヤ人の移民だった。ユダヤ人は他の仕事には迫害を受けており、映画という新しい娯楽ビジネスに注目したのである。1912年にはユニヴァーサル映画とパラマウント映画、1915年には20世紀フォックスの元となるフォックス・フィルム、1919年にユナイテッド・アーティスツ、1923年にワーナー・ブラザース、1924年にメトロ・ゴールドウィン・メイヤーとコロムビア映画、1928年にRKOが設立されるなど、現在のメジャースタジオが次々と設立された。
これらの会社を設立したのは皆ユダヤ人で、また、キャスト、スタッフ、等にもユダヤ人が多い他、アイルランド系も多い。この時期には「アメリカ映画の父」とも呼ばれるD・W・グリフィス監督の『國民の創生』（1915年）が公開された。
また、第一次世界大戦（1914年～1918年）の後、多くの映画製作者がヨーロッパから渡米してきた。最も有名な人物はイギリス出身のアルフレッド・ヒッチコックである。
1927年、アメリカで長編映画としては初めてのトーキー映画『ジャズ・シンガー』が公開され、これ以降トーキー全盛期となる。1929年には第1回アカデミー賞が開催された。見世物として始まった映画が、本格的に文化として認められ始めたといえる。

### 1930年代-1940年代
大きな映画会社が大規模で良質な映画を次々と生み出した。これはスタジオ・システムと呼ばれる。『或る夜の出来事』、『風と共に去りぬ』、『駅馬車』、『市民ケーン』、『バグダッドの盗賊』『独裁者』などが代表的である。
『新婚道中記』や『フィラデルフィア物語』などのスクリューボール・コメディと呼ばれるロマンティック・コメディ映画や、『四十二番街』、『トップ・ハット』、『巨星ジーグフェルド』、『踊るニュウ・ヨーク』、『若草の頃』などメトロ・ゴールドウィン・メイヤー製作作品を代表とした大掛かりなミュージカル映画が流行した。また、『マルタの鷹』、『飾窓の女』、『三つ数えろ』、『白熱』、『第三の男』などのフィルム・ノワールと呼ばれる、ハードボイルドとファム・ファタールが絡む映画も多く作られた。
1941年から参戦した第二次世界大戦中には、『カサブランカ』、『ヤンキー・ドゥードゥル・ダンディ』、『東京上空三十秒』などの戦意高揚を目的とした、愛国的な映画や、戦争プロパガンダ作品も多く製作された。

#### 1940年代の凋落の始まり

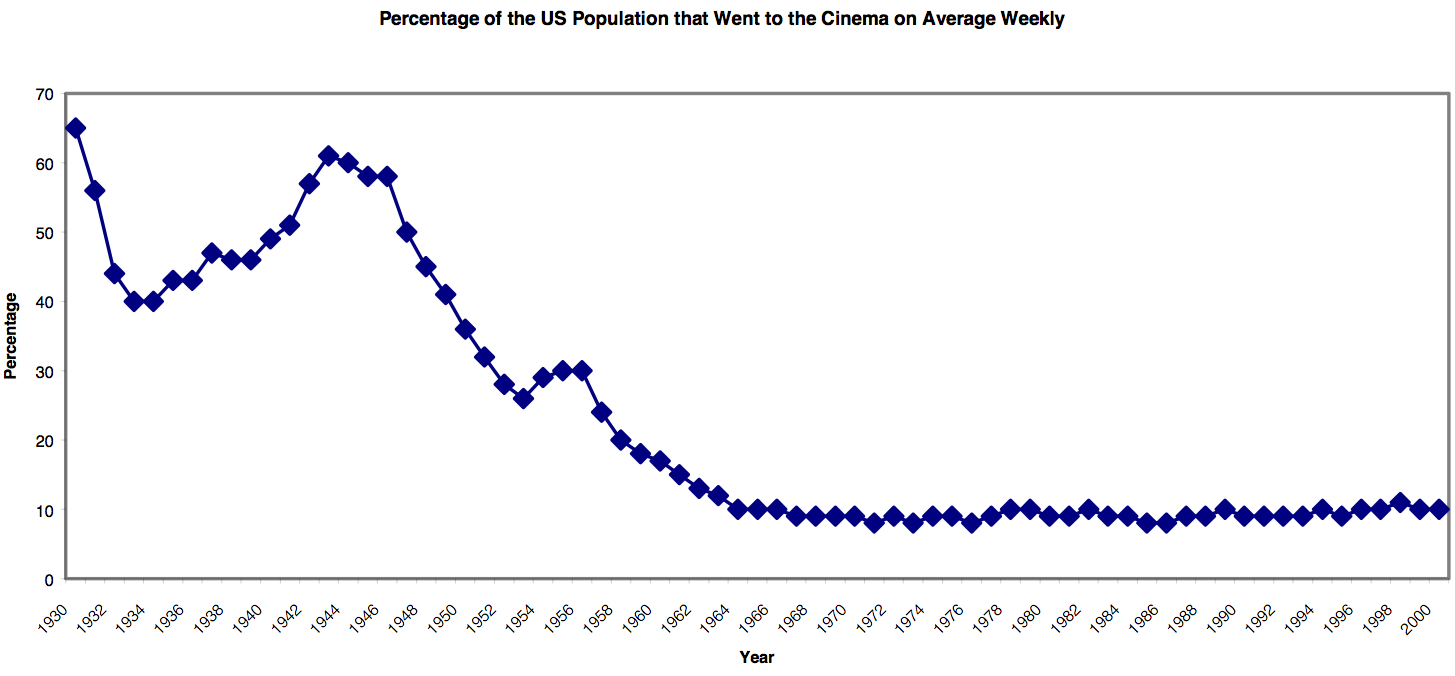
アメリカ人が映画館へ行った回数。週平均の数字の、各年の推移のグラフ。テレビの普及やテレビ番組の充実とともに来館者数が低下していった。

なおアメリカ映画のスタジオ・システムは1940年代の後半に独占禁止法とテレビの登場によって崩壊していった。

### 1950年代
テレビが新しい娯楽として広まったものの、『巴里のアメリカ人』や『雨に唄えば』、『バンド・ワゴン』などのミュージカル映画を中心とした大掛かりなセットを駆使し大量のスターを起用した娯楽大作の全盛期が続いた。一方で、『スタア誕生』、『喝采』、『オクラホマ!』など、ストーリー性を重視したミュージカルが50年代半ばに誕生し、現在まで続くミュージカル映画の原型を造った。
また、この時期の映画会社は、テレビとの差別化の為、これまでのスタンダード・サイズから、画面の拡大化を目指し始めた。20世紀フォックス社は1953年公開の『聖衣』で初めてシネマスコープを導入し、その後『百万長者と結婚する方法』、『ディミトリアスと闘士』などに採用され、フォックス以外にも『掠奪された七人の花嫁』、『エデンの東』、『長い灰色の線』などもシネマスコープで製作された。一方、同業他社のパラマウント映画社も1954年の『ホワイト・クリスマス』で実用化されたビスタビジョンで対向し、『泥棒成金』、『必死の逃亡者』、『十戒』などを製作した。
また、1954年の『ダイヤルMを廻せ!』がヒットすると最初の3D映画ブームが巻き起こった。
なお、1940年代後半から1950年代前半にかけて、冷戦開始に伴う赤狩りの影響で、チャールズ・チャップリンなど多くの「左翼的」、「容共的」とみなされた映画人がアメリカの映画産業を追われることとなった他、作品の内容にも大きな影響を与えた。また、アメリカ国内ではなく、ヨーロッパやアフリカで撮影する場合も多かった。『ローマの休日』、『アフリカの女王』、『パリの恋人』、『戦争と平和』、『フランケンシュタインの逆襲』、『ベン・ハー』などが代表的である。

### 1960年代
スタジオ・システムが崩壊したものの、1960年代の半ばまでは、娯楽映画やミュ－ジカルの映画化した作品の全盛期が続いた。代表的なものに『ティファニーで朝食を』、『メリー・ポピンズ』、『ウエスト・サイド物語』、『サウンド・オブ・ミュージック』、『遥かなるアラモ』等がある。また、公民権運動の広がりに合わせて、ようやくアフリカ系アメリカ人俳優が主役級の立場で正当な評価を受けるようになり、1963年にシドニー・ポワチエが社会派作品『野のユリ』でアカデミー主演男優賞を受賞した。
1960年代後半に入ると、娯楽大作は作られなくなり、1967年の『俺たちに明日はない』を発端として、1969年の『イージー・ライダー』などの「アメリカン・ニューシネマ」と呼ばれる反体制的な若者を描く作品群が1970年代半ばまで製作された。これは1960年代にアメリカで巻き起こった公民権運動やヒッピー、ベトナム戦争などの影響を受け、旧来の保守的なWASP的な価値観が崩壊してきたことに影響されたと考えられている。
1970年の『小さな巨人』と『ソルジャー・ブルー』によって西部劇の転換点を迎えることとなった。
この頃新たな収益源を模索したスタジオは、テレビシリーズの製作に活路を求めるようになり、『奥様は魔女』、『可愛い魔女ジニー』、『鬼警部アイアンサイド』、『スパイのライセンス』、『逃亡者』、『コンバット』、『0011ナポレオン・ソロ』、『スパイ大作戦』、『ヒッチコック劇場』、『刑事コロンボ』等、多数のテレビシリーズを成功させた。

### 1970年代
1970年代前半には『ゲッタウェイ』『スケアクロウ』など1960年代の遺産を継承した良質な作品が製作された。フランシス・フォード・コッポラ、スティーヴン・スピルバーグ、ジョージ・ルーカスらも登場した。彼らは映画学校で学び、1960年代にヨーロッパで生まれた技術を身につけた監督だった。インテリ向け映画や文芸派コメディを撮影したウディ・アレンが注目されたのも、1970年代に入ってからである。
コッポラは『ゴッドファーザー』『ゴッドファーザー PART II』『地獄の黙示録』の3大傑作を製作した。また、『タワーリング・インフェルノ』、『ジョーズ』などの巨額を投じたパニック映画の製作も流行した。商業主義的な映画に対抗して『狼たちの午後』『タクシードライバー』『ディア・ハンター』などの傑作も、この時代に発表された。1968年の『猿の惑星』と『2001年宇宙の旅』の二作品がヒットし、SF映画にも注目が集まり始め、1977年の『スター・ウォーズ』を皮切りに、『未知との遭遇』『エイリアン』などのヒット作が多く製作された。また、『007シリーズ』は『ダイアモンドは永遠に』『死ぬのは奴らだ』『黄金銃を持つ男』を制作した後、SF色を増した『007/ムーンレイカー』を発表した。
1970年代半ば以降、『ロッキー』等「アメリカン・ニューシネマ」に代って保守的なサクセスストーリーを描く映画が増加した。

### 1980年代
1980年代に入り、アメリカや日本、西ドイツなどの先進国を中心に普及したビデオというメディアは、スタジオにとって新たな収益源となり、ハリウッドの映画産業にも影響を与えた。1980年代はの良質な作品とには、『ブルース・ブラザーズ』『48時間』『ストリート・オブ・ファイヤー』などがあった。
一方で、新自由主義のロナルド・レーガン政権下のアメリカにはぴったりのシルヴェスター・スタローン、アーノルド・シュワルツェネッガー、ドルフ・ラングレンらのいわゆる筋肉マン・肉体派が主演する『ランボー』などの商業主義映画が、大量の観客動員を達成するようになった。『ランボー』『ランボー2』のヒットにより、ランボーの亜流B級映画が多数生まれ、良心的な映画評論家からは、観客を愚民化誘導したとも見られた。それらに対するカウンター的作品としては、クリント・イーストウッドの『ダーティ・ハリー4』や、ブルース・ウィリスの『ダイ・ハード』などがある。
こうした風潮に反発したスパイク・リー監督は、『シーズ・ガッタ・ハブ・イット』『スクール・デイズ』『ドゥ・ザ・ライト・シング』などを発表した。1989年にソニーが『スパイダーマン』や『チャーリーズ・エンジェル』シリーズを持つコロンビア ピクチャーズを、翌年にパナソニックが『バック・トゥ・ザ・フューチャー』シリーズなどを持つユニバーサル・ピクチャーズを買収するなど、新たな収益源である映像ソフト（ビデオ）権利の入手を目的の1つにした日本企業による大手スタジオの買収が相次いだ。

### 1990年代
コンピュータグラフィックス（CG）技術の発展により、従来の技術的・費用的限界からの解放が進み、当時最新であったCGを本格的に使用した『ターミネーター2』や『ジュラシック・パーク』等が大ヒットした。
社会派監督のスパイク・リーの出現や、クエンティン・タランティーノやポール・トーマス・アンダーソンのようなビデオ世代の映画監督が出現したことも特筆すべき事である。
1990年代の半ばには、衰退の域に達していたスパイ映画が再び注目を集めるようになった。中でも『007 ゴールデンアイ』と『ミッション:インポッシブル』は世界的にヒットし、スパイ映画の代名詞的な存在となった。
1997年には『タイタニック』が世界的に大ヒットした。全米では歴代興行収入1位を記録、全世界の歴代興行収入でも1位を獲得し、当時の数々の賞をそうなめにした。
1999年には仮想空間を題材にした『マトリックス』が大ヒットした。『マトリックス』では最新のCGやワイヤーアクションを使い大きな話題になった。
1990年代は、アジアから多くの俳優及び監督がハリウッドに進出した時期でもあった。ジャッキー・チェン、ジェット・リー、サモ・ハン・キンポー、アン・リー、ジョン・ウー等がいる。

### 2000年代
コンピュータグラフィックス（CG）技術の更なる発展により『グリーン・デスティニー』、『ハリー・ポッターと賢者の石』、『ロード・オブ・ザ・リング/王の帰還』、『PLANET OF THE APES/猿の惑星』、『スター・ウォーズ エピソード2/クローンの攻撃』、『スター・ウォーズ エピソード3/シスの復讐』、『パイレーツ・オブ・カリビアン』、『トランスフォーマー』など大作が幾つも作られた。
しかし、この時代から出演者に対する出演料や製作費の高騰などコストの問題や、日本映画などの外国映画や過去のヒット作の続編・リメイク作品の増加などが顕著となり始めた。
また、デジタルメディアやインターネットの普及に伴い、中華人民共和国やタイ王国などの、著作権関連の法律の取り締まりが比較的緩い開発途上国における海賊版の横行という新たな問題にも直面している。

### 2010年代
2008年の『アイアンマン』及び『ダークナイト』の興行及び評価の成功により、アメリカンコミック原作の映画が数多く制作されるようになり、マーベル・シネマティック・ユニバースの成功で各社もユニバース化を計画していったが、何れもMCUほどの成功は収めていない。
2010年代以降、大物俳優のギャラが低下し、CGや大規模なアクションシーンの撮影にお金を費やす傾向が強い。収益の見込めるスタッフによる大作、過去作のリメイクや続編、リブート、他国の映画のリメイクに加え、比較的経費が少ないドキュメンタリー映画などに頼らざるを得ないのが現状である。またコスト削減を目的に、カナダやオーストラリア、ヨーロッパなどアメリカ合衆国国外で撮影される場合が少なくない。

### 2020年代
2020年に、アメリカ国内で新型コロナウイルス感染症が拡大すると、ほとんどの映画館が閉鎖を余儀なくされた。映画の新作イベントも縮小され、作品自体も動画配信サービスを通じて家庭で観る風潮が強まった。2021年3月頃から映画館は再開され始めたが、入場客数は制限されたため映画館の赤字経営は深刻化。アメリカの中・小チェーンが倒産し、最大手のAMCシアターズも2020年決算において46億ドル（約5000億円）と過去最大の赤字を記録した。また、2022年9月7日には、映画館運営世界2位シネワールドが破産申請を行った。2023年は、「バーベンハイマー」によってコロナ禍から「復活」した。

## 著作権の保護期間
著作権の保護期間は、他の国では公開後70年となる場合が多いが、米国の場合は少々複雑である。
以下の場合に米国での著作権が消滅し、パブリックドメインとなる。ただし、著作権保護制度や保護期間は国ごとに異なり、米国外では依然として著作権を有する場合がある。米国ではパブリックドメインであるが、日本では著作権の保護があるとして訴えた著名な例として、「ローマの休日」が挙げられる（最終的に日本でもパブリックドメインであることが確認された。ローマの休日#著作権問題も参照）。
- 1922年以前に公開（トーキーが開発される前なので全て製作当初サイレント映画、トーキーは後から追加）
  - 「狂へる悪魔」「ジキル博士とハイド氏 (1920年のヘイドン監督の映画)」など
- 1977年までに製作・公開され、著作権表記が欠落
  - 「ローマの休日」「シャレード（1963年版）」「風と共に去りぬ」「アフリカの女王」「キリマンジャロの雪」「エンブリヨ」「ルーシー・ショー」「ボナンザ」など
- 1989年3月1日までに製作・公開され、作品中に著作権表記がなく、且つ、著作権登録されなかった、又は手続き不備
  - 「セカンド・サイト光と影の中で」「ハングマン」など
- 1963年までに製作・公開され、作品中に著作権表記があるものの公開から28年以内にリニュー(著作権再登録)をしなかった、又は手続き不備
  - 「カサブランカ」「北北西に進路を取れ」「カンサス騎兵隊」「マクリントック」「バリ島珍道中」「雲流るるはてに」「恋愛準決勝戦」「白雪姫」など
- 製作会社が倒産し、版権が継承されなかった
  - 「ガリバー旅行記」「ポパイ(フライシャー・スタジオ製作分)」など

上記以外は保護期間が公開後95年となる。

### リニュー
1963年以前の作品は著作権標記が入っていても公開から28年以内にリニューを行わないと著作権が失効し、パブリックドメインとなる。リニューを行った場合は保護期間が公開後95年に延長される。リニューが行われた作品のパッケージの著作権標記は、例えば、以下の様になる。
Copyright (C) 1963 Renewed (C) 1991 Wikipetan Films Corp. All Rights Reserved.
1963年以前の作品でパッケージの著作権標記にRenewの文字が見当たらないものはパブリックドメインの可能性が高い(但し、パッケージにRenewの標記があっても実際はリニューされずにパブリックドメインとなったものも多い)。
会社によって姿勢に差があり、20世紀フォックス、ユニバーサル、コロンビア、等は、まめにリニューを行っているのに対し、ワーナー、パラマウント、MGM、ユナイテッド・アーティスツ、等はリニューを行わなかったためにパブリックドメインとなった作品が多い。

## ギャラと出演者の年収
ハリウッド映画のギャラは、ノーギャラから20億円越えまで極めて幅広い。
キャリアの浅い俳優のギャラは相場は、中規模映画（予算5000万ドル以下）の主演で65000ドル、大規模映画（予算1億ドル以上）の主演で10〜30万ドルである。そのため、超大作映画のメインキャストであっても、家賃が払えないほど生活の苦しい人が大半である。
また、出演者の最低賃金は、組合によって決められており、2021年現在、予算200万ドル以上の映画においては、1日1056ドル、1週間3664ドルである。なお、予算ごとに最低賃金が決められている。最も低いのは、ショートフィルムであり、最低賃金は1日0ドルである。
2010年代以降、大物俳優のギャラが低下し、高額なギャラを受け取る俳優が減少傾向にある。以下が有名な俳優のギャラ相場であるが、この値は、予算100億を超える映画で単独主演した時の相場（定価）であり、彼らであってもB級映画では10万ドル以下のギャラとなることも少なくない。
また、ハリウッド俳優の年収は年による差が激しい上、コマーシャルの収入のない人が多く、また、撮影日数を考えると1年に何本もの映画に出演できるわけではないため、ミュージシャンやTV司会者の収入には到底及ばないうえ、日本の俳優よりも総じて収入が低い。なお、fourusの公表する収入ランキングは、マネージャー、エージェント、パブリシスト、ビジネスマネージャー、組合、アシスタント等への支払いの前の金額であるため、実際の年収はその半分程度となる。
2200万ドル：ドウェイン・ジョンソン　
2000万ドル
- レオナルド・ディカプリオ
- マット・デイモン
- ウィル・スミス
- ロバート・ダウニー・Jr
- ライアン・レイノルズ
- ジェニファー・ローレンス
- デンゼル・ワシントン

1700万ドル：マーク・ウォールバーグ
1500万ドル
- ベン・アフレック
- ガル・ガドット
- スカーレット・ヨハンソン

1200〜1400万ドル
- トム・クルーズ
- ニコール・キッドマン
- ハリソン・フォード
- クリス・ヘムズワース
- リース・ウィザースプーン
- メリッサ・マッカーシー
- ジェニファー・アニストン
- ケヴィン・ハート

1000万ドル
- シャーリーズ・セロン
- メリル・ストリープ
- シルベスター・スタローン
- ジェイミー・フォックス
- ライアン・ゴズリング
- クリステン・スチュワート

500〜800万ドル
- アーノルド・シュワルツェネッガー
- キアヌ・リーブス
- ミリー・ボビー・ブラウン
- トム・ホランド
- アンセル・エルゴート
- ベニチオ・デル・トロ
- ウディ・ハレルソン
- ジャック・ブラック

## 文献
- ミドリ モール『ハリウッド・ビジネス』 文春新書　文藝春秋  ISBN 4166602101
- 加藤幹郎『映画 視線のポリティクス』古典的ハリウッド映画の戦い　筑摩書房  ISBN 4480872833
- 副島隆彦『ハリウッド映画で読む世界覇権国アメリカ〈上〉』（講談社 ＋α文庫）ISBN 4062568438
- 副島隆彦『ハリウッド映画で読む世界覇権国アメリカ〈下〉』（講談社 ＋α文庫）ISBN 4062568446